# Haáz István Béla
Haáz István Béla (Budapest, 1907. november 12. – Budapest, 1979. szeptember 28.) magyar geofizikus, matematikus, a Magyar Tudományos Akadémia Geofizikai Főbizottságának tagja, a Magyar Állami Eötvös Loránd Geofizikai Intézet osztályvezetője. A műszaki (geofizika) tudományok kandidátusa (1964), a műszaki tudományok doktora (1975).

## Életpályája
1928–1931 között a Pázmány Péter Tudományegyetem mennyiségtan–természettan szakán tanári oklevelet kapott. 1931-ben az Állami Csillagvizsgáló Intézetben Kövesligethy Radó gyakornoka volt. 1931–1933 között az Egyetemi Kozmográfiai Intézet észlelője volt. 1932–1933 között az Országos Meteorológiai és Földmágnességi Intézet alkalmi munkatársaként dolgozott. 1933–1938 között az Eötvös Loránd Geofizikai Intézet észlelője, 1938–1940 között a földmágneses csoport vezetője volt. 1934–1943 között az Egyetemi Csillagászati Intézet gyakornoka, 1947–1949 között tanársegéde volt. 1942-ben a József Nádor Műszaki és Gazdaságtudományi Egyetem Közgazdaság-tudományi Karán doktori diplomát szerzett. 1943–1947 között a József Nádor Műszaki és Gazdaságtudományi Egyetem Gazdasági Szaktanárképző Intézet tanársegéde és egyetemi adjunktusa volt. 1949-ben ismét az Eötvös Loránd Geofizikai Intézet észlelője, 1949–1951 között kutató-geofizikusa volt. 1951–1967 között a Földmágneses Osztály tudományos osztályvezetője, 1967–1970 között tudományos főmunkatársa, 1971–1973 között tudományos tanácsadója, 1973–1979 között nyugdíjas tudományos főmunkatársa volt. 1954–1967 között a Magyar Geofizikusok Egyesületének alapító választmányi tagja, 1967–1979 között országos elnökségi és tiszteletbeli tagja volt. 1954–1973 között a Magyar Tudományos Akadémia Geofizikai Bizottságának tagja volt. 1968-tól az Általános Geofizikai Szakosztály elnöke volt. 1973-ban nyugdíjba vonult.

### Munkássága
Egyetemi évei alatt sajtó alá rendezte Ortvay Rudolf mechanika előadásainak anyagát. Az Eötvös Loránd Geofizikai Intézetben megismerkedett az Eötvös-ingával végzett földmágneses mérésekkel, valamint gravitációs és földmágneses módszerekkel foglalkozott. Kezdeményezője volt Magyarország földmágneses feltérképezésének (1966), a munkálatok mérési, szervezési és kiértékelési munkáit kezdettől irányította. Munkásságával maradandó irányt mutatott az erőtér- geofizika művelői számára, és iskolát alapított a potenciálelmélet geofizikai vonatkozású összefüggéseinek feltárására és azok gyakorlati alkalmazására. Tudományos munkásságát ismertető számos értekezése jelent meg a Geofizikai Közlönyben.

## Családja
Szülei: Haáz Ignác fodrász és Jovicza Mária voltak. Felesége Rózsás Hajnal volt. Két fiuk született: Győző és Szilárd.
Sírja a Rákoskeresztúri temetőben található.

## Művei
- Egyenes darabokból álló törtvonal metszése egyenes vonallal (Geodéziai Közlöny, 1940)
- Krakoviánok és mátrixok szorzása (Csillagászati Lapok, 1942)
- A találkozás valószínűségének Monmort-féle differenciaegyenlete (Magyar Biztosítástudományi Szemle, 1942)
- A járadékszámítás kamatlábfeladatának megoldása végtelen sorral. Egyetemi doktori értekezés (Magyar Biztosítástudományi Szemle, 1943)
- A normálegyenletek megoldása középértékképzéssel. 1–2. – A komponált egyenletre vonatkozó Jacobi-féle tétel érvényessége és általánosítása (Geodéziai Közlöny, 1943)
- A számtani középérték és a legkisebb négyzetek elve (Geodéziai Közlöny, 1947)
- Gravitációs és mágneses hatású ferde réteg helyzetének, méreteinek és mibenlétének meghatározása. – Mesterséges rengéshullámokat visszaverő síkfelület térbeli helyzetének meghatározása (Geofizikai Közlemények, 1952)
- A földmágneses elemek különbségei a budakeszi, a pruhonicei és az ógyallai obszervatóriumok között (Barta Györggyel; Geofizikai Közlemények, 1954)
- Gravitációs és mágneses hatású réteg dőlésének és sűrűségének, illetve mágnesezhetőségének meghatározása (Geofizikai Közlemények, 1955)
- A legkisebb négyzetek elvének kialakulása. 1–2. (Albert Annával; Geodézia és Kartográfia, 1960)
- Földmágneses módszerek (Scheffer Viktorral; Bányászati Kézikönyv. III. kötet; Budapest, 1962)
- Földmágneses anomáliákat okozó hatók meghatározása. Mágneses hatószámítás (Kandidátusi értekezés; Budapest, 1963)
- Földmágneses kutatásaink néhány eredménye, eljárásaink fejlődése és további feladataink (Magyar Geofizika, 1963)
- Gravitációs és mágneses hatású függőleges vagy ferde réteg meghatározása a mért anomáliákból (Geofizikai Közlemények, 1964)
- Kőzetek mágneses tulajdonságainak meghatározása az Eötvös Loránd Geofizikai Intézet földmágneses kutatásaiban (Geofizikai Közlemények, 1964)
- Eötvös és a paleomágnesség (Fizikai Szemle, 1964; angolul is)[5]
- Földmágneses mérések Zengővárkony környékén (Molnár Károllyal; Geofizikai Közlemények, 1966)
- Magyarország földmágneses térképe (Budapest, 1966)
- Eötvös Loránd földmágnességi vizsgálatai (Magyar Geofizika, 1969)
- Történeti, elvi és gyakorlati adalékok a derékszögű hasáb tömegvonzásának számításaihoz (Geofizikai Közlemények, 1969)
- Gravitációs és földmágneses anomáliák háromdimenziós értelmezése derékszögű hasábalakú vagy ilyen hasábokból összetehető test gravitációs, illetve mágneses hatásával (Doktori értekezés; Budapest, 1971)
- Gravitációs és földmágneses anomáliák háromdimenziós értelmezése (Magyar Geofizika, 1972)
- Közelítő eljárás háromdimenziós testek gravitációs és mágneses hatásának kiszámítására (Magyar Geofizika, 1974)

## Díjai
- Szocialista Munkáért Érdemérem (1956)
- A Brüsszeli Világkiállítás Aranyérme (1958)
- Munka Érdemrend ezüst fokozata (1974)